# Koulwéogo (ort, lat 12,32, long -0,65)
Koulwéogo är en ort i Burkina Faso.   Den ligger i regionen Plateau-Central, i den centrala delen av landet, 100 km öster om huvudstaden Ouagadougou. Koulwéogo ligger 312 meter över havet och antalet invånare är 2 113.
Terrängen runt Koulwéogo är platt. Närmaste större samhälle är Zorgho, 8,4 km sydost om Koulwéogo.
Trakten runt Koulwéogo består till största delen av jordbruksmark. Runt Koulwéogo är det ganska tätbefolkat, med 129 invånare per kvadratkilometer.